# 20 chansons optimistes pour en finir avec le futur
Albums de Ludwig von 88
La révolution n'est pas un dîner de gala
(2001) L'hiver des crêtes
(2023)
20 chansons optimistes pour en finir avec le futur est le huitième album studio du groupe de punk rock français Ludwig Von 88. Il sort en octobre 2019, 18 ans après leur album précédent La révolution n'est pas un dîner de gala.

## Liste des pistes
1. Pour en finir avec le futur
2. Jean-Pierre Ramone
3. Christ cosmique
4. En avant dans le mur
5. Salomé
6. J'ai gobé du LSD
7. Au-delà des barricades
8. Atomik Monik et Nucléaire Jean-Pierre
9. Günther Ô Günther ! (La hache pour tous)
10. Valérie je t'aime
11. Disco pogo nights (Discomix)
12. Un beau matin, le ciel et l'enfer
13. In the days
14. Pour que brillent les patries
15. Vers le néant
16. AC/DC cherche un chanteur
17. Au bon vieux temps des crêtes
18. Dans les flots du styx
19. Étoile d'absinthe
20. Hansel und Gretel